# Glenea concinna
Glenea concinna là một loài bọ cánh cứng trong họ Cerambycidae.